# Stephen Hartke
Stephen Paul Hartke (Orange, 6 juillet 1952) est un compositeur américain. 
Hartke est surtout connu comme compositeur de Meanwhile – Incidental Music to Imaginary Puppet Plays, lauréat du Grammy Award de la Meilleure création contemporaine de composition classique en 2013. Après un mandat de vingt-six ans à la Thornton School of Music de l'université du Sud de la Californie, Hartke est le chef du département de composition de l'Oberlin Conservatory depuis le 1er juillet 2015.

## Biographie
Hartke est né à Orange, dans le New Jersey. Il étudie à l'université Yale, l'université de Pennsylvanie et l'université de Californie à Santa Barbara. De 1984 à 1985, il a été professeur à l'université de São Paulo, au Brésil. Il rejoint la Thornton School of Music à l'université du Sud de la Californie (USC) en 1987. Il est ensuite compositeur en résidence à l'orchestre de chambre de Los Angeles de 1988 à 1992. En 2015, il est nommé professeur Émérite à l'USC à l'Oberlin Conservatory en tant que chef du département de composition.
Hartke a reçu des commandes de nombreux ensembles musicaux, notamment de l'Orpheus Chamber Orchestra pour le nouveau Projet de Brandebourg, Glimmerglass Opera (pour The Greater Good, or the Passion of Boule de Suif – Le plus grand bien, ou la passion de Boule de Suif d'après Maupassant), du New York Philharmonic, du National Symphony Orchestra et du Hilliard Ensemble. Il reçoit une Bourse Guggenheim en 1997, le prix Charles Ives de l'Académie américaine des arts et des lettres en 2004 et ce même prix pour l'opéra en 2008. Sa composition Meanwhile – Incidental Music to Imaginary Puppet Plays (Musique de scène Imaginaire de Marionnettes) a remporté un Grammy Award de la meilleure création contemporaine de composition classique en 2013.
Les influences musicales de Hartke vont de Stravinsky, à la musique médiévale, la musique d'église des Tudor, le bebop, le gagaku, le gamelan ainsi que d'autres musiques non occidentales. Ses principaux professeurs ont été Leonardo Balada et George Rochberg.
Stephen Hartke vit à Oberlin, Ohio, avec sa femme Lisa Stidham et leur fils Sandy.

## Discographie
- Tituli ; Cathedral in the Thrashing Rain - The Hilliard Ensemble (février 2003, ECM 476 0512)
- The Greater Good - Glimmerglass Opera Orchestra, dir. Stewart Robertson (30 juillet, 3, 12, 15 août 2006, 2CD Naxos 8.669014-15)